# Clive W. J. Granger
Pour les articles homonymes, voir Granger.
 (août 2022).
Sir Clive William John Granger (né le 4 septembre 1934 à Swansea, Pays de Galles et mort le 27 mai 2009 à San Diego, Californie) est un économiste britannique et professeur émérite à l'université de Californie à San Diego (États-Unis). Il reçoit le Prix de la Banque de Suède 2003 pour ses découvertes dans l'analyse non linéaire de données de séries chronologiques qui ont fondamentalement changé la façon dont les économistes analysent les données financières et macroéconomiques.

## Distinctions
- Prix de la Banque de Suède en 2003 avec Robert Engle
- Chevalier le 31 décembre 2004[2]